# Åbo brandstation

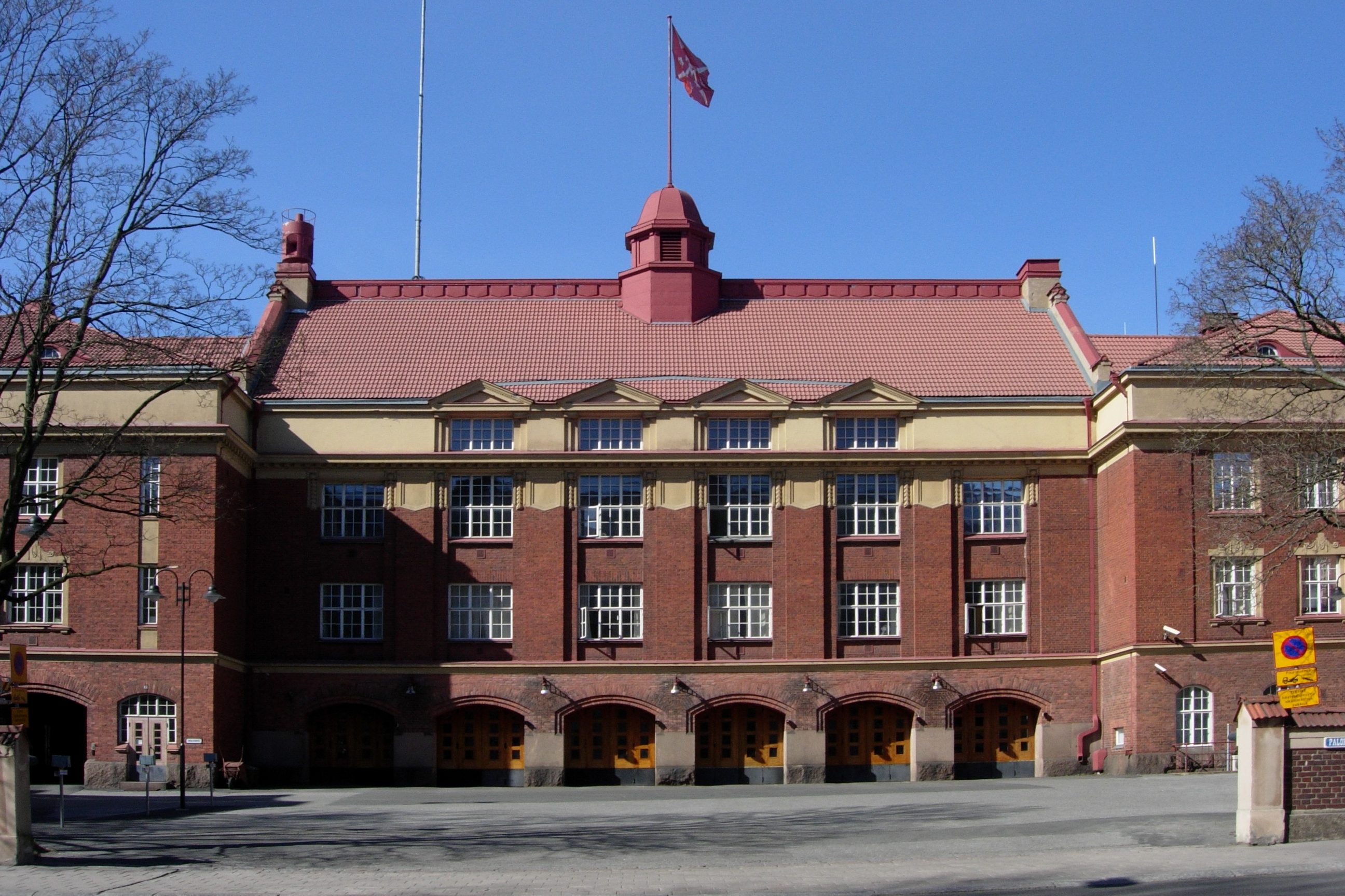
Åbo brandstation

Åbo brandstation är en brandstation på Eriksgatan i den finländska staden Åbo. Brandstationen byggdes 1916 i tegel och dess förebild är Hamburgs brandstation. Byggnaden representerar klassicism och jugendstil. Den är ritad av arkitekt J. Eskil Hindersson. Ursprungligen användes byggnaden även av befälets familjer. De sista familjerna flyttade ut år 1982.